# Judi, zviri i beštimje
Judi, zviri i beštimje je peti studijski album hrvatskog pjevača Zlatana Stipišića Gibonnija koji je 1999. godine izdala producentska kuća Dallas Records.

## Popis pjesama
1. Činim pravu stvar
2. Miss Croatia
3. Projdi vilo
4. Judi, zviri i beštimje
5. Divji cvit
6. Nije tajna
7. I ja ću budan sanjati
8. Šuti, umukni
9. Ne znam plesat
10. Posoljeni zrak i razlivena tinta
11. Projdi vilo